# Lago di Coldai
Il lago di Coldai è un lago situato alle pendici della Torre di Coldai, a quota 2143 m s.l.m., in Veneto. Nei pressi del lago si trova il Rifugio Sonino al Coldai.
Il lago è meta di passeggiate; la salita a piedi allo specchio d'acqua può essere abbreviata utilizzando la cabinovia che sale da Alleghe.